# 天瀚科技
天瀚科技（Aiptek）是位於新竹科學園區內的台灣科技廠商（臺證所：6225），目標为推廣Aiptek的自有品牌。至2008年，Aiptek的產品線乃涵蓋了口袋型攝影機、數位相框、口袋型投影機等多媒體產品，並外銷到歐洲、美洲、亞洲等主要市場。

## 歷史發展
- 1997年，天瀚科技從生產數位手寫板開始，HyperPen系列產品問市。
- 2000年，天瀚科技推出全世界第一支筆型數位相機。
- 2003年，天瀚科技主力產品已從數位相機轉型至口袋型數位攝影機（PocketDV）。
- 2007年，NPD Group發表全美攝影機市場的市佔研究，指出當年1至10月，Aiptek銷售額排名全美第6。
- 2008年，Aiptek推出世界第一台口袋型投影機（Pocket Projector）、還有世界第一台可翻拍舊相片的數位相框。

## 外部連結
- （英文）
- （繁體中文）
- （简体中文）